# Greensburg (Pennsylvania)
Greensburg è un comune degli Stati Uniti d'America, capoluogo della contea di Westmoreland, nello Stato della Pennsylvania.
Si estende su una superficie di 10,8 km² e nel 2000 contava 15 889 abitanti (1 446,9 per km²).